# Уголёк (винтовка)
«Уголёк» — создаваемый в настоящее время снайперский комплекс, разработки ЦНИИточмаш. В феврале 2021 года началось изготовление опытных образцов для испытаний.
В середине августа 2022 года компания «Ростех» начала проводить испытания данной снайперской винтовки.

## Общие сведения
«Уголек» разрабатывается с использованием только российских компонентов и комплектующих. Оружие создается на основе полуавтоматической винтовки и разрабатывается в двух калибрах - 7,62х51 мм (.308 Winchester) и 8,6х69 мм (.338 Lapua Magnum). Будет оснащен новой оптикой российского производства.
Разработчик заявил, что снайперская винтовка «Уголек» предназначена для стрельбы на дальние дистанции, и не является заменой винтовки СВД, являющейся основной снайперской винтовкой в российской армии.
В планах ЦНИИточмаш создать на основе армейских винтовок охотничьи самозарядные винтовки под оба калибра - и .308, и .338 Lapua Magnum.
Государственные испытания нового снайперского комплекса начнутся в 2022 году. В феврале 2021 года начались предварительные оценочные испытания.